# 贾宗
贾宗（1世紀—88年），字武儒，南阳郡冠军县（今河南省邓州市西北）人。是贾复的儿子，爵位为即墨侯。

## 生平
贾宗年轻时有操行，多智谋。他最初是一名郎中，渐渐升迁，建初年间做了朔方太守，励精图治，匈奴人都害怕他，不敢入塞。在此期间因贾忠的儿子贾敏犯了诬告母亲杀人的罪，封地被撤销，所以封了贾邯为胶东侯，贾宗为即墨侯。后来贾宗又被拜为长水校尉，常常同丁鸿等人讨论儒学。章和二年（88年），贾宗去世，儿子贾参继承爵位。
| 東漢即墨侯國（76年－？） |      |            |      |          |            |
| 傳位                     | 世   | 稱號及諡號 | 姓名 | 在位年數 | 在位時間   |
| 第1任                    | 始封 | 即墨侯     | 賈宗 | 13年     | 76年－88年 |
| 第2任                    | 二世 | 即墨侯     | 賈參 | ？       | ？         |
| 第3任                    | 三世 | 即墨侯     | 賈建 | ？       | ？         |
| 永和五年（140年）仍見    |      |            |      |          |            |